# Heidi Tofflerová
Heidi Tofflerová (1. srpna 1929 – 6. února 2019) byla americká futurologička a publicistka.

## Kariéra
Od roku 1950 byla manželkou Alvina Tofflera, se kterým byla až do jeho smrti v roce 2016. Byla spoluautorkou několika knih, které s ním napsala. Spolu s manželem založila a vedla strategickou poradenskou firmu Toffler Associates. Zabývala se strategickým plánováním. Radila vládám a korporacím. Byla mimořádnou profesorkou na National Defense University ve Washington, DC, USA. Byla čestnou spolupředsedkyní výboru pro UNIFEM – organizace OSN pro podporu rozvoje ženského hnutí.

### Knihy
- Toffler, Alvin and Heidi: War and Anti-War. Survival at the Dawn of the 21st Century. Little, Brown and Company, Boston, New York 1993
- Toffler, Alvin and Heidi: Creating a New Civilization. The Politics of the Third Wave. Foreword by Newt Gingrich. The Progress and Freedom Foundation, 1994, Turner Publishing, Inc., Atlanta, Georgia 1995, ISBN 1-57036-224-6
- Toffler, Alvin and Heidi: Revolutionary Wealth. How it will be created and how it will change our lives. Alfred A. Knopf, New York 2006

### Předmluvy
- Toffler, Alvin and Heidi: Foreword: The New Intangibles. In: Arquilla, John, Rönfeldt David (editors) : In Athena 's Camp. Preparing for Conflict in the Information Age. Foreword by Alvin and Heidi Toffler. National Defense Research Institute, RAND, Santa Monica, California 1997

### Překlady do českého jazyka
- Toffler Alvin, Tofflerová Heidi: Nová civilizace. Třetí vlna a její důsledky. Nakladatelství Dokořán, Praha 2001
- Toffler, Alvin, Tofflerová Heidi: Válka a antiválka. Jak Porozumět dnešního globálního chaosu. Nakladatelství Dokořán a Argo, Praha 2002

### Překlady do slovenského jazyka
- Toffler, Alvin, Tofflerová Heidi: Utváření nové civilizace. Politika Třetí vlny. Vydavatelství Open Windows, Bratislava 1996